# Basil Heatley
Benjamin Basil (Basil) Heatley (Kenilworth, 25 december 1933 - 3 augustus 2019) was een Britse atleet, die gespecialiseerd was in de marathon. Hij nam eenmaal deel aan de Olympische Spelen en won bij die gelegenheid een zilveren medaille.

## Loopbaan
Na het winnen van de marathon van Leicester in 1956 en de marathon van Coventry in 1957 verbeterde Heatley op 13 juni 1964 het wereldrecord op de marathon tot 2:13.55,2. Als wereldrecordhouder nam hij deel aan de marathon op de Olympische Zomerspelen van 1964 in Tokio. Hij werd verslagen door Abebe Bikila, die hierbij het wereldrecord verbrak en op 2:12.12 stelde. De voorsprong van Bikila bedroeg bijna vier minuten op Heatley. Heatley lag achtste op het 30 kilometerpunt, maar schoof knap op naar een derde plaats op het 40 kilometerpunt. In het stadion lag hij slechts tien meter achter de Japanner Kokichi Tsuburaya, maar versloeg hem in de eindsprint.
In zijn actieve tijd was Heatley aangesloten bij Coventry Godiva Harriers.

## Titels
- Brits kampioen 10 Eng. mijl - 1960, 1961

## Wereldrecords
- 10 Eng. mijl - 47.47,0 (Londen, 15 april 1961)
- marathon - 2:13.55,2 (Windsor-Londen, 13 juni 1964)

## Palmares

### 10 Eng. mijl
- 1959:  Britse (AAA-)kamp. - 48.58,4
- 1960:  Britse (AAA-)kamp. - 48.18,4 (NR)
- 1961:  Britse (AAA-)kamp. - 47.47,0 (WR)

### marathon
- 1956:  marathon van Leicester - 2:36.55,2
- 1957:  marathon van Coventry - 2:32.01
- 1963:  Britse (AAA-)kamp. - 2:19.56
- 1963: 4e marathon van Kosice - 2:20.22,4
- 1964:  marathon van Chiswick - 2:13.55,2
- 1964:  OS - 2:16.20

### veldlopen
- 1957:  Internat. kamp. - 46.09
- 1961:  Internat. kamp. - 45.23